# Елизаров Тимур Александрович
Елизаров Тимур Александрович
Тимур Александрович Елизаров (род. 30 мая 2008 года, Луга, Ленинградская область) — российский студент, спортсмен, житель Санкт-Петербурга. Известен своей целеустремлённостью, активным образом жизни и преданностью близким.
Биография
Детство и ранние годы
Тимур Елизаров родился в городе Луга в семье Александра Александровича и Таисии Валерьевны Елизаровых. Первые шесть лет жизни провёл в посёлке Красный Маяк (Лужский район), проживая в доме №3.
В 2014 году семья переехала в тот же посёлок, но в другой дом — №15, где Тимур прожил до 16 лет.
Образование
С 1 по 9 класс Тимур учился в Мшинской средней общеобразовательной школе, которую окончил в 2024 году.
В том же году он поступил в Пожарно-Спасательный колледж в Санкт-Петербурге (адрес: пр. Большевиков, д. 52), где продолжает обучение по специальности, связанной с пожарной безопасностью и спасательным делом.
Переезд в Санкт-Петербург
В 16,5 лет (конец 2024 — начало 2025 года) Тимур переехал в Санкт-Петербург, где временно проживал в квартире своего дяди Андрея Васильева вместе со своей девушкой Кристиной Юрьевной Корючевой.
Сейчас пара активно ищет съёмную квартиру, чтобы начать полностью самостоятельную жизнь.
Личная жизнь
Тимур встречается с Кристиной Корючевой с 27 августа 2023 года. Их отношения развивались стремительно: уже через несколько месяцев после начала встреч они решили жить вместе.
Семья
· Отец: Александр Александрович Елизаров
· Мать: Таисия Валерьевна Елизарова
· Младший брат: Арсений Александрович Елизаров
· Бабушки и дедушка
Увлечения и характер
Тимур — разносторонний молодой человек, увлекающийся спортом. Он активно играет в:
· волейбол
· футбол
· баскетбол
Его жизненное кредо: «Добиваться всего, чего хочу, но без фанатизма». Это отражается в его подходе к учебе, отношениям и саморазвитию.
Планы на будущее
Тимур стремится:
· успешно окончить колледж
· построить карьеру в спасательной службе или силовых структурах
· создать крепкую семью с Кристиной
· продолжить заниматься спортом на любительском или полупрофессиональном уровне
Интересные факты
· Любит активный отдых — поездки на природу, спортивные игры с друзьями.
· Ценит семейные традиции — часто навещает родителей и брата в Красном Маяке.
· Мечтает о собственном жилье, но пока ищет варианты аренды в Санкт-Петербурге.
Тимур Елизаров — пример молодого, амбициозного человека, который стремится к гармонии между личной жизнью, карьерой и самореализацией.
1. ↑  Необходимо задать параметр url= в шаблоне {{cite web}}. Необходимо задать параметр title= в шаблоне {{cite web}}. [ ].